# Pólya József (festő)
Pólya József (Budapest, 1923. szeptember 13. – Budapest, 1994. november 30.) festőművész. Pólya Zoltán fotóriporter édesapja.

## Pályafutása
1949-ben szerezte oklevelét a Magyar Képzőművészeti Főiskolán, ahol mestere Szőnyi István volt. A kezdeti figurális festészetét idővel egyre inkább a dekoratív, absztrakt alkotások túlsúlya jellemezte. Művei kerámiaképek, épületdíszítő alkotások: fali kerámiák, mozaikok és üvegablakok, melyek már kifejezetten nonfiguratívak. Hosszabb időt töltött a Hódmezővásárhelyi művésztelepen is.

## Főbb művei
- Margitszigeti Szabadtéri Színpad (mozaik) Mázas mozaik kép, 1984
- Margitsziget Mázas mozaik, 1984
- Komjádi uszoda (mozaik) Mozaikfal, 1976. (Lebontva)
- Aquincum Szálló (mozaik) Aquincumi mozaik, 1991
- New York kávéház (üvegablak)
- Thermál Szálló (mozaik) Thermál Hotel: „A föld színei, a föld erői”, 1979

## Válogatott csoportos kiállítások
- 1957 • Tavaszi Tárlat, Műcsarnok, Budapest
- 1958 • Fiatal Képzőművészek Stúdiója Egyesület, Szombathely
- 1967-1973 • XIV-XX. Vásárhelyi Őszi Tárlat, Tornyai János Múzeum, Hódmezővásárhely
- 1968 • Stúdió ’58-68, Műcsarnok, Budapest
- 1972 • Balatoni Nyári Tárlat; Debreceni Tárlat • XIII. Nyári Tárlat, Szeged
- 1973, 1974 • Szövetségi kiállítások, Helsinki • Stockholm
- 1975 • Jubileumi Képzőművészeti kiállítás, Műcsarnok, Budapest
- 1977 • Festészet ’77, Műcsarnok, Budapest.

## Művek közgyűjteményekben
- Damjanich János Múzeum, Szolnok
- Magyar Nemzeti Galéria, Budapest.

## Forrás
- Sinóros Szabó Katalin: Pólya József festő. Artportal Archiválva 2022. április 16-i dátummal a Wayback Machine-ben
- Jánossy György: Táblakép és építészet. Művészet, 1973, 5. szám, 15–16. oldal